# Eulogia Rodríguez
Eulogia Rodríguez de Arias (El Copé, Coclé; 11 de marzo de 1910 - 2000) fue una educadora, administradora pública y escritora panameña.
Obtuvo varios títulos de maestra de enseñanza primaria, licenciada en filosofía, letras y educación, periodista, supervisión de oficinas, principios de administración pública, organización y metodología, archivología y técnicas de secretariado.
Ocupó varios cargos administrativos como directora del departamento administrativo de la alcaldía del distrito de Panamá, directora del departamento de receptoría y recaudación del Ministerio de Hacienda y Tesoro, y directora del impuesto sobre la renta.
Fue autora de varios libros: Perspectiva histórica de las letras de América Hispana en el V centenario de su descubrimiento, 1492-1992 (1992), Orígenes de la prensa y aspectos evolutivos, Horas reflexivas: lecturas instructivas, Trayectoria de una mujer: perfiles políticos humanos, Crónicas de viajes y Estampas de la nacionalidad.